# Graham Watson
Graham Robert Watson (23 de marzo de 1956 en Rothesay, Reino Unido) es un político europeo de nacionalidad británica. Miembro del Parlamento Europeo desde 1994 por la circunscripción británica Sudoeste de Inglaterra y líder del Grupo de la Alianza de Liberales y Demócratas por Europa entre 2002 y 2014.

## Primeros años
Graham Watson nació en Rothesay, en la Isla de Bute, Escocia. Su madre era profesora y su padre oficial de la Marina Real. Fue educado en City of Bath Boys' School, aunque más tarde regresa a Escocia para estudiar en la Universidad Heriot-Watt de Edimburgo. Se graduó en lenguas modernas en 1979. Durante un año trabajó como intérprete. Después de eso trabajó como administrador en el Paisley College, hasta 1983.
En 1972 ya había empezado su actividad política de la mano de los Jóvenes Liberales. Fue vicepresidente de la Federación Internacional de Jóvenes Liberales desde 1977, y en 1979 secretario general. Fue fundador del European Youth Forum. 
Fue miembro del Consejo del Partido Europeo Liberal Demócrata Reformista entre 1983 y 1993. También entre 1983 y 1987 sirvió como cabeza de la oficina privada del entonces líder del Partido Liberal del Reino Unido, David Steel.
En 1988 empezó a trabajar para el banco HSBC en Londres y Hong Kong. Su trabajo allí incluye tres meses con el Banco Europeo de Reconstrucción y Desarrollo. Ahora es consejero del foro de asuntos públicos Asia Pacífico y está aprendiendo chino mandarín.